# Lezoun indický
Lezoun indický (Anabas testudineus) je labyrintní paprskoploutvá ryba z čeledi lezounovití. Pochází ze sladkých a brakických vod jižní a jihovýchodní Asie. Lezouni jsou schopni dýchat vzdušný kyslík pomocí nadžaberního orgánu, tzv. labyrintu. Dýchání vzduchu umožňuje lezounům žít i ve velmi špatně prokysličené vodě, přežívat období sucha zahrabáním v bahně a dokonce vylézat z vody a pohybovat se po souši. Domorodci tyto schopnosti zveličují a často připisují lezounům nadpřirozené schopnosti. Přesto je to ve své domovině oblíbená konzumní ryba.

## Popis
Rozdíly pohlaví nejsou příliš zřetelné. Samec má o něco delší řitní ploutev.

## Výskyt
Lezoun indický se přirozeně vyskytuje ve sladkých a brakických vodách jižní, jihovýchodní a východní Asie, od Indie a jižní Číny až po Wallaceovu linii. Biotopem lezounů indických jsou potoky a řeky, jezera, ale i kanály a zatopená pole, a to i s kalnou a špatně okysličenou vodou. Často se nachází ve vodách silně zarostlých vegetací. V době záplav opouští trvalé vodní toky a přesouvá se do zátopových oblastí. V období sucha se vrací do trvalých vod nebo přečkává sucho zahrabaný v bahně.
V roce 2015 byl objeven na ostrovech Saibai a Boigu v Torresově průlivu, které leží 3 a 4 míle od Nové Guineje. Existuje obava, že se tento oportunistický predátor rozšíří i na australskou pevninu.

## Dýchání vzduchu a obojživelnost

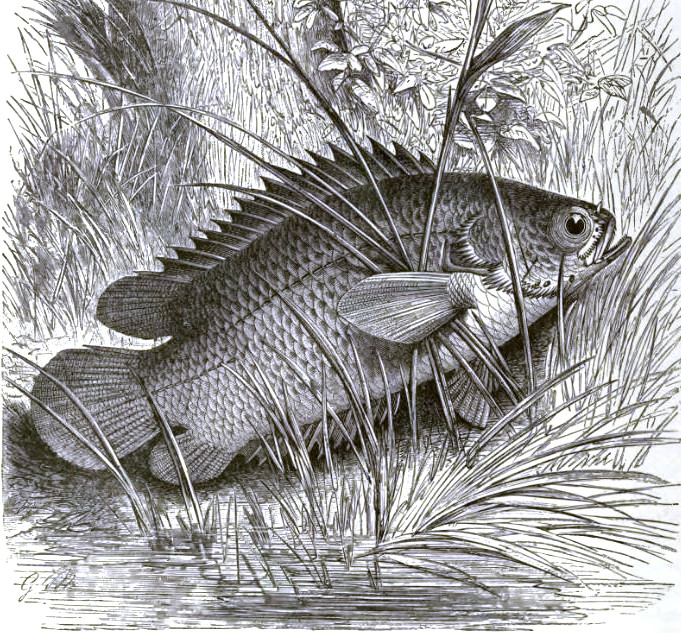
Lezoun indický pohybující se na břehu, kresba z roku 1896

Lezoun indický je jako každá labyrintka vybaven labyrintem, nadžaberním orgánem určeným k dýchání vzduchu. Ryby tohoto rodu mají ze všech labyrintek největší nadžaberní orgány a největší plochu labyrintu v poměru k váze těla. Dospělí lezouni indičtí jsou na dýchání vzduchu závislí, přestože mají vyvinuty i žábry, žaberní dýchání jim nestačí a bez přístupu k hladině se i v dobře okysličené vodě mohou utopit. Dýchání vzduchu je u lezounů třífázové (nevyužívá propláchnutí labyrintu vodou jako u labyrintek z čeledi guramovití) a je proto zvláště vhodné k pobytu mimo vodu.
Dýchat vzduch začínají mladí lezouni indičtí ve věku asi 20 dní. Dospělé ryby dokáží přežívat na suchu po dlouhou dobu, musí však zůstat vlhké. Vyschne-li jejich biotop, dokáží přečkat celé období sucha zahrabáni v bahně. Mohou se také vydat na břeh vyhledat jiný vodní tok či nádrž.
Lezouni získali své anglické jméno climbing perch (šplhající okoun) podle tvrzení indických domorodců, že šplhají na stromy, zejména cukrové palmy, aby sáli jejich sladkou šťávu. Svědectví o šplhání lezounů na stromy podal koncem 18. století i seržant Daldorff pracující pro dánskou Východoindickou společnost v Trankebaru. Pozoroval lezouna šplhajícího vzhůru štěrbinou v kmeni cukrové palmy, asi jeden a půl metru nad zemí. Podle Daldorffova svědectví se lezoun přidržoval kůry pomocí skřelí a vzhůru se pohyboval ohnutím ocasu, zapřením řitní ploutve o kůru a natažením těla.
Už Richard Lydekker o oprávněnosti jména pochybuje, poukazuje však na tisíc let staré arabské vyprávění o rybě, která v Indii šplhá na kokosové palmy a saje kokosové mléko.
Lezení na stromy je však pravděpodobně zcela mimo fyzické možnosti lezounů. Občasné nálezy lezounů v dutinách stromů se dnes obvykle vysvětlují povodněmi nebo činností ptáků.

## Rozmnožování
Na rozdíl od většiny ostatních labyrintek, lezouni indičtí o potomstvo nijak nepečují. Vytírají se volně ve vodě. Oplozené jikry stoupají k hladině a rodiče si jich nevšímají.

## Význam pro člověka
Lezouni indičtí jsou ve své domovině oblíbenou konzumní rybou. Jejich maso je chutné a připravuje se různými způsoby, má však mnoho kostí. Protože dokáží dlouhodobě přežívat mimo vodu, lze je snadno převážet a přechovávat živé a čerstvé.
Podle malajských pověstí chrání lezoun indický (malajsky ikan puyu či ikan betuk) před černou magií. Zahání také zlé duchy, nebo alespoň dokáže před jejich přítomností v domě varovat. Proto někteří Malajci chovají lezouny v malých domácích nádržkách. Tyto vlastnosti lezounů se v Malajsii využívají i k výrobě ochranných amuletů.

## Chov v akváriu
Lezouni indičtí jsou plaché ale dravé a agresivní ryby, nehodí se proto do společenských nádrží. Vyžadují velkou ale nepříliš hlubokou nádrž s množstvím plovoucích rostlin a úkrytů. Na kvalitu vody nejsou nároční, vyžadují teplotu v rozmezí 22–30 °C. Lezouni indičtí dobře skáčou, proto by nádrž měla být dobře zakrytá a pod krycím sklem by mělo být nejméně 10 cm volného prostoru.
Výborně se hodí zejména do velkých výstavních akvárií.
Lezouni indičtí jsou všežraví, přijímají živou, mraženou i umělou potravu, dokonce i zrnka rýže.